# Ацаван (Котайкская область)
Ацаван (арм. Հացավան [Хацаван] — село в Котайкской области Армении.

## История
4 апреля 1946 года село Авдалар Абовянского района Армянской ССР было переименовано в Ацаван.

## Экономика
Население занимается скотоводством и выращиванием зерна страны.

## Историко-культурные сооружения
На холме, неподалёку от села, высится руины, до 3-го тысячелетия до н. э. Величественные руины замка, датируемые первым тысячелетием
К северу от Ацавана крепость античной эпохи, расположенная на холме, идущие из Араратской равнины, как авангардная крепость Гарни. Раскопки в 1964 показали, что замок был окружен стеной, облицованной необработанным камнем, имел в северной части 3 полукруглые башни, а с других сторон — четырёхугольные каменные стены. Вход находился в юго-западном углу стены. Замок был построен из камня, с комнатами со стенами, украшенными штукатуркой, и фронтонными карнизами. Их плоские крыши опирались на столбы, каменные якоря которых были найдены на месте. В хозяйстве использовались керамика, каменные и стеклянные сосуды, металлические предметы, фаянс. Замок просуществовал до раннего средневековья. На территории нынешнего села существовало старое поселение и кладбище.